# Bruce Reitherman

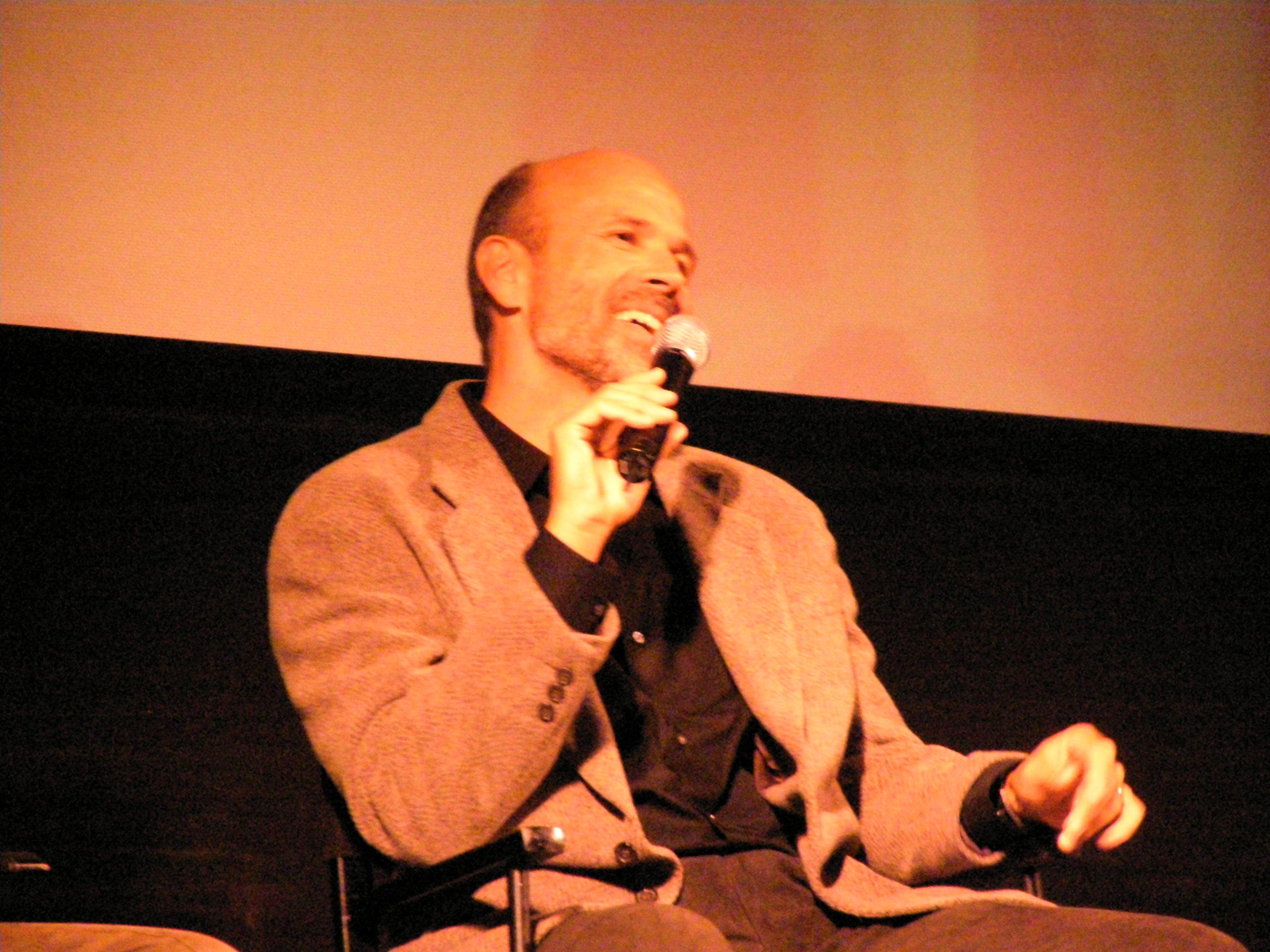
Bruce Reitherman

Bruce Phillip Reitherman (* 15. September 1955 in Burbank, Kalifornien) ist ein US-amerikanischer Kameramann, Drehbuchautor, Produzent und lieh außerdem den Disney-Charakteren Mowgli (Das Dschungelbuch) und Christopher Robin (Winnie Puuh) in den jeweiligen Originalversionen seine Stimme.

## Leben
Als Sohn des Disney-Regisseurs Wolfgang Reitherman erhielt Reitherman als Kind oben genannte Sprechrollen in Disney-Filmen. Auch seine Brüder Richard und Robert bekamen eine Sprechrolle und zwar in Die Hexe und der Zauberer.
Heute ist Reitherman in erster Linie für die Kameraführung zuständig, aber wirkt auch als Produzent und Drehbuchautor für TV-Naturdokumentarfilme. 1998 erhielt er den Emmy zusammen mit Steve Downer, David Fortney, Robert Fulton, Bob Landis und Neil Rettig für die Episode Denali: Alaska’s Great Wilderness aus der US-Dokumentarreihe The Living Edens.

## Filmografie
- 1966: Winnie Puuh und der Honigbaum (Winnie the Pooh and the Honey Tree, Stimme von Christopher Robin)
- 1967: Das Dschungelbuch (The Jungle Book, Stimme von Mowgli)
- 1977: Die vielen Abenteuer von Winnie Puuh (The Many Adventures of Winnie the Pooh, Stimme von Christopher Robin)
- 1982: Nature (Dokumentarfilmserie) (Regie)
- 1994: Island of the Giant Bears (Fernsehfilm, Kamera)
- 1995: In the Wild: Whales with Christopher Reeve (Fernsehfilm, Kamera)
- 1996: Wild Horizons 2: Dance of the Sifaka (Fernsehfilm, Kamera)
- 1997: The Living Edens: Denali: Alaska’s Great Wilderness (Autor, Produzent; Emmy-Auszeichnung)
- 1999: Wild Indonesia (Fernsehfilm, Kamera)
- 1999: The Living Edens: Thailand: Jewel of the Orient (Autor, Produzent, Kamera)
- 2000: The Living Edens: Alaska: Dances of the Caribou (Produzent, Kamera)
- 2001: Big Sur – Die wilde Küste Kaliforniens (The Living Edens: Big Sur - California's Wild Coast, Autor, Produzent, Kamera, Regie)
- 2006: Big Bear Week (Fernsehfilm, Kamera)